# Marie Braun
Maria Johanna Philipsen-Braun (Rotterdam, 22 juni 1911 – Gouda, 23 juni 1982) was een Nederlands zwemster.

## Biografie

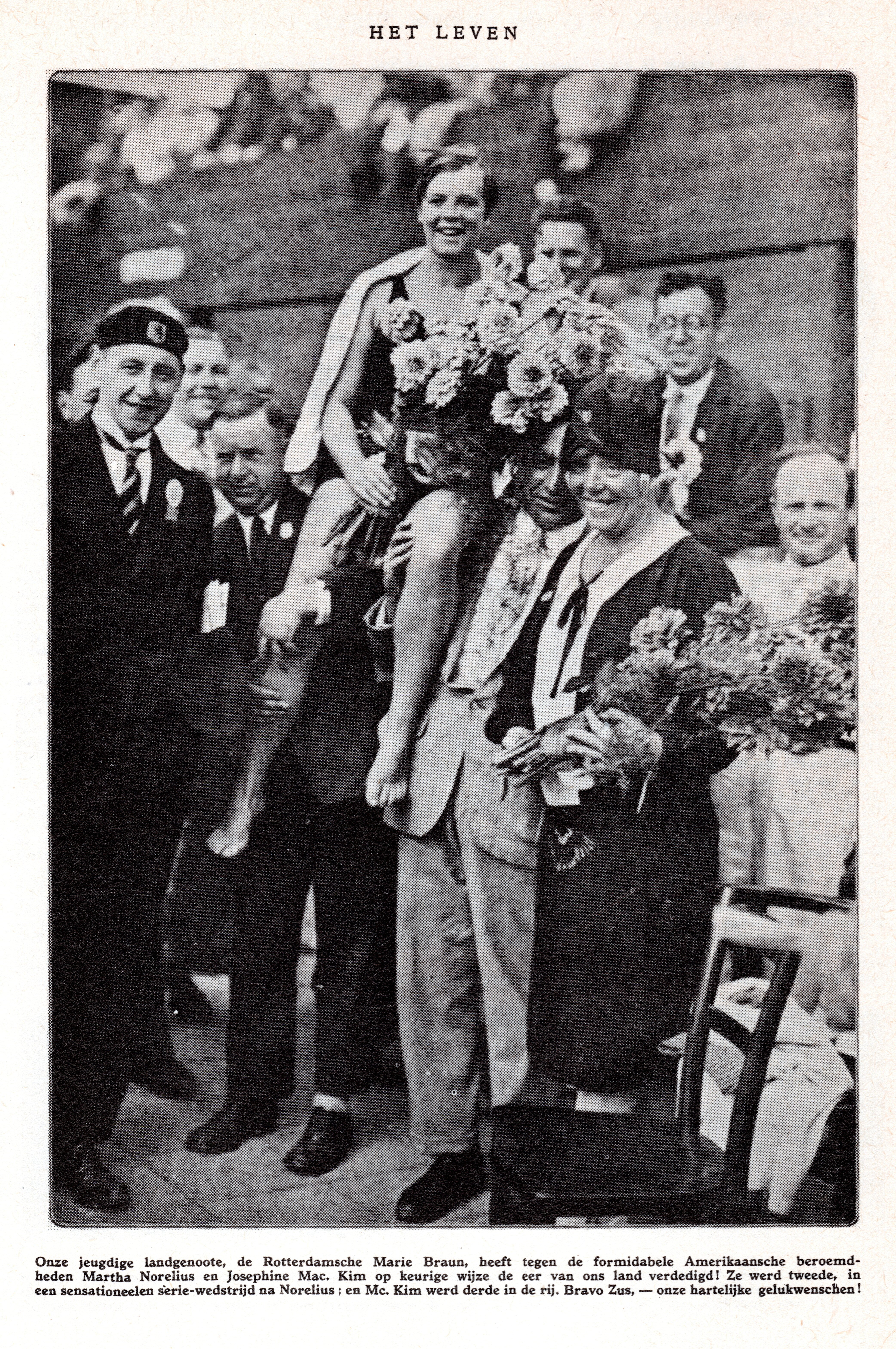
Marie Braun (1928)

Ze was een dochter van de bekende zwemtrainster Ma Braun en haar vader deed aan schoonspringen en waterpolo. Marie, die ook wel Zus Braun genoemd werd, haalde haar eerste zwemdiploma toen ze drie jaar oud was. Haar eerste succes behaalde ze in 1927, toen ze bij het EK in Bologna goud won op de 400 meter vrije slag. Op de 100 meter rugslag werd ze tweede achter Willie den Turk en met de Nederlandse estafetteploeg haalde ze ook zilver op de 4 x 100 meter vrije slag.
Het grootste succes behaalde Braun in Amsterdam bij de Olympische Zomerspelen 1928. Tijdens de halve finale van de 100 meter rugslag zwom ze een nieuw wereldrecord en de finale, op 11 augustus, wist zij ook te winnen, in een tijd van 1:22,0. Daarmee werd Marie Braun de eerste Nederlandse Olympische zwemkampioen. Ook was ze de eerste Nederlandse individuele vrouwelijke olympisch kampioen; alleen de damesturnploeg was twee dagen eerder. Op de 400 meter vrije slag won zij ook nog een zilveren medaille.
In 1931 haalde zij in Parijs drie Europese titels. In september 1931 trouwde ze met Herman Philipsen, maar in tegenstelling tot veel andere getrouwde vrouwen bleef zij zwemmen. Er werd een jaar later veel van haar verwacht bij de Spelen in Los Angeles. Eén dag voor haar finale werd zij echter gestoken door een insect, waardoor ze in het ziekenhuis belandde. Zelf geloofde ze overigens dat zij opzettelijk verwond was, omdat een Amerikaanse concurrente (Eleanor Holm) per se moest winnen. Daarna beëindigde Braun per direct haar sportcarrière, waarin zij veertien keer Nederlands kampioen werd en zes wereldrecords zwom.
Braun kreeg vier kinderen, drie zoons en een dochter. Ze verkoos hierna een leven in de anonimiteit. Braun overleed in 1982.

## Erelijst
- Europese kampioenschappen zwemmen 1927, 400 meter vrije slag, 6.11,8
- Europese kampioenschappen zwemmen 1927, 100 meter rugslag, 1.26,2
- Europese kampioenschappen zwemmen 1927, 4x100 meter vrije slag, 5.11,6
- Olympische Zomerspelen 1928, 400 meter vrije slag, 5.57,8
- Olympische Zomerspelen 1928, 100 meter rugslag, 1.22,0
- Europese kampioenschappen zwemmen 1931, 400 meter vrije slag, 5.42,0
- Europese kampioenschappen zwemmen 1931, 100 meter rugslag, 1.22,8
- Europese kampioenschappen zwemmen 1931, 4x100 meter vrije slag, 4.55,0

## Trivia
- In Arnhem is in de wijk Stadseiland een straat naar haar vernoemd.
- In Rotterdam is in de wijk Nieuw-Terbregge een straat naar haar vernoemd, de Zus Braunstraat.
- Braun werd in 1980 opgenomen in de International Swimming Hall of Fame.[4]

1924: Sybil Bauer ·
1928: Marie Braun ·
1932: Eleanor Holm ·
1936: Nida Senff ·
1948: Karen Harup ·
1952: Joan Harrison ·
1956: Judy Grinham ·
1960: Lynn Burke ·
1964: Cathy Ferguson ·
1968: Kaye Hall ·
1972: Melissa Belote ·
1976: Ulrike Richter ·
1980: Rica Reinisch ·
1984: Theresa Andrews ·
1988: Kristin Otto ·
1992: Krisztina Egerszegi ·
1996: Beth Botsford ·
2000: Diana Mocanu ·
2004: Natalie Coughlin ·
2008: Natalie Coughlin ·
2012: Missy Franklin ·
2016: Katinka Hosszú ·
2020: Kaylee McKeown ·
2024: Kaylee McKeown
- Bibliothèque nationale de France: cb17746683s (data)
- Biografisch Portaal: 55263362
- Virtual International Authority File: 6255153411801141700000